# Concèntric
Concèntric fou una productora i editora catalana de discs en català que nasqué de l'escissió d'Edigsa i que estigué en actiu entre 1964 i 1973. L'empresa fundada per Ermengol Passola i Badia i Josep Maria Espinàs tenia com a objectiu normalitzar el català a través de les cançons. Tingué per director musical Francesc Burrull. El seu catàleg consta de 145 títols entre els quals hi ha les cançons dels Setze Jutges (Lluís Llach, Maria del Mar Bonet...), la Nova Cançó (Maria Dolors Laffitte...), enregistraments dels primers grups de pop i rock català (Pau Riba)
Concèntric va fer possible sentir, cantades en català, cançons franceses o americanes. Dissolta la societat titular de Concèntric, Hac, S.A., l'any 1990, es lliurà el fons dels màsters dels discs i l'arxiu musical a la Generalitat de Catalunya, que els cedí a la Biblioteca de Catalunya.

## Premis
Alguns dels premis atorgats a Disc de Concèntric són:
- 1966 Gran Premio del Disco, atorgat per la Revista Ondas.
- 1967 Gran Premio del Disco, atorgat per la Revista Ondas.
- 1968 Disco-Mundo de Oro - Finalista Música Popular Española.
- 1968 Festival Internacional de la Cançó de Barcelona. Segon Premi.
- 1968 IV Gran Premi del Disc Català: 
  - Premi cançó folc (Pau i Jordi)
  - Premi cançó traduïda (Núria Espert)
  - Premi al millor disc infantil (Cançons per encarrillar criatures)
  - Premi cançó original popular (Lluís Llach)
  - Premi cançó original, millor compositor i intèrpret (Mercè Modolell)
  - Previ Revelació: (Maria Dolors Laffitte)
- 1969 Gran Premio del Disco, atorgat per la Revista Ondas.